# Concordat del 1953
El Concordat del 1953 va ser un acord internacional signat entre l'Estat espanyol i el Vaticà que va regular les relacions entre el règim franquista i l'Església Catòlica durant la dictadura franquista en una concepció clericalista.
L'Estat havia de sufragar les despeses de les activitats de l'Església, a canvi que Franco tingués la possibilitat de participar en el nomenament dels bisbes mitjançant l'anomenat dret de presentació. Així, Franco es va assegurar el control del nomenament dels bisbes i el suport ideològic de l'Església Catòlica, mentre aquesta darrera rebia importants privilegis legals, polítics, econòmics i fiscals. Les concessions a l'Església més importants foren, conformement al Syllabus Errorum del 1864: va consagrar la unitat religiosa, va atorgar als ordes religiosos un estatut jurídic, va reservar una important dotació econòmica per al clergat i va admetre la competència de l'Església en les causes matrimonials, el control de l'ensenyament, la prohibició d'altres cultes de manifestar-se públicament, el tomisme com a base filosòfica de la ciència, etc.
L'acord va acabar de legitimar moralment el règim davant la comunitat internacional. Ensems amb el Pacte de Madrid de col·laboració militar entre Espanya i els Estats Units d'Amèrica, signat el mateix any, aquests dos tractats internacionals van fer sortir el règim feixista del seu aïllament econòmic i polític i fer de la dictadura una aliada fiada al camp anticomunista durant la Guerra Freda.

## El concordat després de la transició
El 1976 es va signar un acord nou, en complement al concordat de 1953, sense abolir-lo. Es dubta si el govern provisori durant la transició democràtica tenia el dret i la legitimitat democràtica de signar tal acord internacional. El 29 de desembre de 1978 entra en vigor la Constitució espanyola. Cinc dies després, el 3 de gener de 1979, es van signar quatre acords que modificaran substancialment el concordat que no ha estat derogat i legalment segueix vigent. L'església catòlica va mantenir diversos privilegis (financiaris, fiscals, morals, etc.) i es fixa la influència de l'església en el centres docents públics, del qual l'educació «serà respectuosa amb els valors de l'ètica cristiana». Aquest acord és en contradicció amb el principi d'un estat neutre i laic. També a l'interior de l'església s'aixequen veus per a suprimir els privilegis. Espanya és definida com estat aconfessional des de 1978, amb l'aprovació de la Constitució Espanyola.